# 木村庄之助 (8代)
8代 木村 庄之助（はちだい きむら しょうのすけ、? - 天保15年9月21日（1844年11月1日））は、大相撲の立行司。本名、出身地ともに不明。

## 人物
7代目の庄之助の弟子。初名は木村七次郎、のち4代木村庄太郎を継いだ。寛政12年（1800年）4月に先代の引退によって8代目を襲名。以来、25年、49場所の長期間、庄之助をつとめた。文政7年（1824年）正月限りで隠居、木村喜左衛門となる。しかし、天保6年（1835年）に起こった庄之助名義争いで再び土俵に上がって庄之助を名乗り、翌年から木村松翁と改めた。
11代庄之助は実子。